# Code de la sécurité intérieure
Pour les articles homonymes, voir CSI.
Le code de la sécurité intérieure  ou CSI est, en droit français, un code juridique créé en 2012 pour regrouper l'ensemble des dispositions législatives et réglementaires concernant trait à la sécurité intérieure.

## Histoire
La loi du 14 mars 2011 d'orientation et de programmation pour la performance de la sécurité intérieure autorise le gouvernement à procéder par ordonnance à l'adoption de la partie législative du code de la sécurité intérieure. Cette ordonnance est signée du 12 mars 2012, présentée par Claude Guéant, ministre de l'Intérieur. Elle est entrée en vigueur le 1er mai 2012 et ratifiée par la loi du 13 novembre 2014 renforçant les dispositions relatives à la lutte contre le terrorisme
La partie réglementaire a été créée par deux décrets du 4 décembre 2013.
En 2015, la loi relative au renseignement ajoute de nouveaux articles au livre VIII.
En 2016, il intègre des dispositions concernant les secteurs d'information sur les sols. 
En 2017, la loi renforçant la sécurité intérieure et la lutte contre le terrorisme ajoute de nouveaux articles relatifs à la prévention d’actes de terrorisme dans le titre II (Lutte contre la terrorisme et les atteintes aux intérêts fondamentaux de la nation) du livre II. Ils sont applicables du 1er novembre 2017, date de la fin de l’état d’urgence au 31 décembre 2020.

## Contenu
La mission de l'État dans le domaine de la sécurité intérieure est présentée comme suit en introduction du texte : « L'État a le devoir d'assurer la sécurité en veillant, sur l'ensemble du territoire de la République, à la défense des institutions et des intérêts nationaux, au respect des lois, au maintien de la paix et de l'ordre public, à la protection des personnes et des biens » (art. L111-1).
Une autre de ses missions est la sécurité civile, qui a pour objet « la prévention des risques de toute nature, l'information et l'alerte des populations ainsi que la protection des personnes, des biens et de l'environnement contre les accidents, les sinistres et les catastrophes par la préparation et la mise en œuvre de mesures et de moyens appropriés relevant de l'État, des collectivités territoriales et des autres personnes publiques ou privées » (art. L112-1).
Ce code organise également les services de renseignement, qui «  concour[en]t à la stratégie de sécurité nationale ainsi qu'à la défense et à la promotion des intérêts fondamentaux de la Nation » (art. L811-1).
Le code de la sécurité intérieure reprend comme titre le néologisme « vidéoprotection », créé par le législateur en 2011, en remplacement de l'ancienne expression « vidéo-surveillance ».
Plan du code :
- Livre Ier : Principes généraux et organisation de la sécurité intérieure
- Livre II : Ordre et sécurité publics
- Livre III : Polices administratives spéciales
- Livre IV : Police nationale et gendarmerie nationale
- Livre V : Polices municipales
- Livre VI : Activités privées de sécurité
- Livre VII : Sécurité civile
- Livre VIII : Du renseignement.

## Légalité
La Cour de justice de l'Union européenne rend en octobre 2020 une décision en matière de renseignement : les États européens ne peuvent pas réclamer aux opérateurs une collecte massive des données de connexions à des fins judiciaires et de renseignement. La décision, selon l'avocat général, se fonde sur l'appréciation d'une disproportion dans la réglementation française, qui doit certes permettre de recueillir du renseignement dans un contexte particulier, mais « n’instaure pas l’obligation d’informer les personnes concernées du traitement de leurs données à caractère personnel ».
Pour François Molins, procureur général près la Cour de cassation, la limitation des activités de renseignement pourrait toucher, voire frapper de nullité un certain nombre d'enquêtes pénales. 